# Подільна група
Подільна група — група {\displaystyle G}, така що для будь-яких {\displaystyle n\in \mathbb {N} } і {\displaystyle g\in G} рівняння
{\displaystyle x^{n}=g}
має розв'язок. Часто група вважається абелевою, а умова записується в адитивній нотації як {\displaystyle nx=g}.
Група {\displaystyle A} називається {\displaystyle p}-подільною ({\displaystyle p} — просте число), якщо для будь-якого {\displaystyle a\in A}  рівняння {\displaystyle px=a}має розв'язок в {\displaystyle A}.

## Приклади
- Група {\displaystyle (\mathbb {Q} ,+)} всіх раціональних чисел і всі її факторгрупи, зокрема {\displaystyle \mathbb {Q} /\mathbb {Z} .}
- Будь-які циклічні і загалом скінченнопороджені абелеві групи не є подільними.
- Стандартні групи {\displaystyle (\mathbb {Q} ^{n},+),(\mathbb {R} ,+),(\mathbb {C} ,+),(\mathbb {R} ^{n},+),(\mathbb {C} ^{n},+)} є подільними.
- {\displaystyle p}-примарна квазіциклічна група {\displaystyle \mathbb {Z} _{p^{\infty }}}, тобто група, породжена зліченним набором елементів {\displaystyle a_{0},\,a_{1},\,\ldots ,\,a_{n},\,\ldots }, які задовольняють умову

{\displaystyle pa_{0}=0,\,pa_{1}=a_{0},\,\ldots ,\,pa_{n}=a_{n-1},\,\ldots .} Еквівалентно цю групу можна описати як {\displaystyle \mathbb {Z} [1/p]/\mathbb {Z} .}
- Мультиплікативна група комплексних чисел {\displaystyle \mathbb {C} ^{*}.}
- Прикладами некомутативних подільних груп є унітарні групи U(n). Кожна матриця із такої групи є діагоналізовною за допомогою унітарної матриці. Тоді якщо в усіх діагональних елементах взяти корінь довільного цілого степеня одержується унітарна матриця, що є коренем відповідного рівняння. Подібним чином подільними також є спеціальні унітарні групи SU(n) оскільки корені на діагоналі можна завжди обрати так щоб їх добуток був рівним 1.
- Мультиплікативна група кватерніонів {\displaystyle \mathbb {H} ^{\times }=\left(\mathbb {H} \backslash \{0\},\cdot \right)} теж є некомутативною подільною групою. Зокрема одиничні кватерніони ізоморфні групі:

{\displaystyle \operatorname {SU} (2)=\left\{{\begin{pmatrix}\alpha &-{\overline {\beta }}\\\beta &{\overline {\alpha }}\end{pmatrix}}:\ \ \alpha ,\beta \in \mathbf {C} ,|\alpha |^{2}+|\beta |^{2}=1\right\}~,}
Ізоморфізм здійснюється за допомогою:
{\displaystyle \mathbf {1} ={\begin{pmatrix}1&0\\0&1\end{pmatrix}},\quad \mathbf {i} ={\begin{pmatrix}i&0\\0&-i\end{pmatrix}},\quad \mathbf {j} ={\begin{pmatrix}0&-1\\1&0\end{pmatrix}},\quad \mathbf {k} ={\begin{pmatrix}0&i\\i&0\end{pmatrix}}~.}
Тому результат для кватерніонів є частковим випадком попереднього прикладу.

## Властивості подільних груп
- Гомоморфні образи і факторгрупи подільної групи є подільними групами.

Якщо {\displaystyle \phi :G\to H} є гомоморфізмом груп то для елемента {\displaystyle \phi (a)\in H} елемент {\displaystyle \phi (b)} є розв'язком рівняння {\displaystyle x^{n}=\phi (a),} де b є розв'язком рівняння {\displaystyle x^{n}=a} (він існує, оскільки G є подільною).
- Абелева група G є подільною тоді і тільки тоді, коли вона є ін'єктивним об'єктом у категорії абелевих груп, тобто ін'єктивним {\displaystyle \mathbb {Z} }- модулем. З означення ін'єктивного модуля в термінах теорії груп це означає, що G є подільною тоді і тільки тоді, якщо для довільних абелевих груп {\displaystyle U\subset H} і гомоморфізму {\displaystyle \phi :U\to G} існує гомоморфізм {\displaystyle \psi :H\to G,} такий що {\displaystyle \psi |_{U}:\phi .}

Якщо G не є подільною то існують {\displaystyle n\in \mathbb {N} ,\ g\in G,} що рівняння {\displaystyle nx=g} не має розв'язку. Нехай тепер {\displaystyle n\mathbb {Z} =U\subset H=\mathbb {Z} .} Якщо задати гомоморфізм з U в G, для якого образом n є g, то для будь-якого продовження цього гомоморфізму на H образом 1 має бути елемент, що є розв'язком рівняння {\displaystyle nx=g.} Оскільки такого елемента не існує, то і не існує відповідного продовження гомоморфізму і G не є ін'єктивним об'єктом.
Нехай тепер G є подільною. Розглянемо множину {\displaystyle \Phi } всіх підгруп у H, що містять U і для яких існує гомоморфізм що продовжує гомоморфізм {\displaystyle \phi :U\to G.} Ця множина непуста оскільки їй належить U. Будь-яка лінійно впорядкована підмножина e {\displaystyle \Phi } має верхню межу, що рівна об'єднанню підгруп. Тоді згідно леми Цорна у {\displaystyle \Phi } існує максимальний елемент H' із гомоморфізмом {\displaystyle \psi ':H'\to G,} що продовжує {\displaystyle \phi }. Припустимо, що H' є власною підгрупою у H і {\displaystyle h\in H\setminus H'.}  Якщо {\displaystyle \langle h\rangle \cap H'=\{0\}} то {\displaystyle \psi '} можна продовжити на Якщо {\displaystyle H'+\langle h\rangle } взявши довільний образ для h. Якщо ж {\displaystyle \langle h\rangle \cap H'} містить елемент nh де n — найменше з таких додатних чисел, то за образ h можна взяти розв'язок рівняння {\displaystyle x^{n}=\psi '(nh).} В обох випадках існує продовження на більшу підгрупу, що суперечить максимальності. Отже H' = H і продовження існує на всю групу H. Тобто G є ін'єктивним об'єктом.
Зауваження. Умова комутативності в даному випадку є важливою. Єдиним ін'єктивним об'єктом категорії груп є одинична група.
- Абелева група є подільною тоді і тільки тоді, коли вона є {\displaystyle p}-подільною при кожному простому {\displaystyle p}.
- Будь-яка пряма сума подільних абелевих груп є подільною групою.
- Кожна подільна підгрупа є прямим доданком групи.
- Кожна абелева група є ізоморфною підгрупі подільної абелевої групи.

Група {\displaystyle \mathbb {Z} } є підгрупою подільної групи {\displaystyle \mathbb {Q} ,} а тому пряма сума {\displaystyle (\oplus \mathbb {Z} _{i})_{i\in I}} є підгрупою {\displaystyle (\oplus \mathbb {Q} _{i})_{i\in I},} що є подільною групою, як пряма сума подільних груп. Оскільки будь-яка абелева група є факторгрупою деякої {\displaystyle (\oplus \mathbb {Z} _{i})_{i\in I},} то вона є підгрупою деякої факторгрупи {\displaystyle (\oplus \mathbb {Q} _{i})_{i\in I},} що є подільною, як факторгрупа подільної групи.
- Для кожної абелевої групи G існує єдина з точністю до ізоморфізму подільна група вкладення G в яку є істотним мономорфізмом. Ця група називається ін'єктивною оболонкою групи G. Ін'єктивна оболонка є мінімальним елементом за включенням серед подільних груп у які існує вкладення групи G.
- Будь-яка абелева група {\displaystyle A} розкладається в пряму суму {\displaystyle A=D\oplus R}, де {\displaystyle D} - подільна група (вона називається подільною частиною групи {\displaystyle A}), а {\displaystyle R} - редукована група, тобто група, яка не містить ненульових подільних підгруп.
- Якщо {\displaystyle A} є кільцем і {\displaystyle T} подільною групою, то {\displaystyle \mathrm {Hom} _{\mathbf {Z} }(A,T)} є ін'єктивним {\displaystyle A}-модулем.

## Будова подільних груп
Нехай G — подільна група. Тоді підгрупа кручення Tor(G) G є подільною. Оскільки подільна група є ін'єктивним модулем, Tor(G) є прямим доданком G. Тому
{\displaystyle G=\mathrm {Tor} (G)\oplus G/\mathrm {Tor} (G).}
Як факторгрупа подільної групи G/Tor(G) є подільною. Також вона є групою без кручень і тому є векторним простором над Q. Тож існує множина I, для якої
{\displaystyle G/\mathrm {Tor} (G)=\oplus _{i\in I}\mathbb {Q} =\mathbb {Q} ^{(I)}.}
Структура підгрупи кручення є складнішою. Для всіх простих чисел p існує множина {\displaystyle I_{p}}, для якої
{\displaystyle (\mathrm {Tor} (G))_{p}=\oplus _{i\in I_{p}}\mathbb {Z} [p^{\infty }]=\mathbb {Z} [p^{\infty }]^{(I_{p})},}
де {\displaystyle (\mathrm {Tor} (G))_{p}} є p-примарна компонента Tor(G).
Якщо множину простих чисел позначити P, то:
{\displaystyle G=\left(\bigoplus _{p\in \mathbf {P} }\mathbb {Z} [p^{\infty }]^{(I_{p})}\right)\oplus \mathbb {Q} ^{(I)}.}
Потужності множин I і Ip для p∈P є однозначно визначеними G.